# Sujumi
Sujumi o Sojumi (en georgiano: სოხუმი, romanizado: Sojumi, [sɔxumi]ⓘ; en armenio: Սուխում, romanizado: Sujum; en ruso: Сухум(и), romanizado: Sujum(i)) o Aqwa (en abjasio: Аҟəа; en ruso: Гечрипш) es una ciudad en la costa del mar Negro y capital de la parcialmente reconocida República de Abjasia, aunque de iure pertenece y es también capital de la República Autónoma de Abjasia como parte de Georgia.

## Toponimia
En Georgia la ciudad es conocida como სოხუმი («Sojumi»), entre los samurzakanos en mingreliano, a veces se hace referencia a la ciudad como «Aqujija» (აყუჯიხა) y en ruso como «Сухум» (Sujum) o «Сухуми» (Sujumi). La ciudad es conocida como Аҟəа (Aqwa) en abjasio que según la tradición nativa significa "agua" o también puede provenir de a-qwara (а-ҟәара), que significa "orilla pedregosa".
La etimología de estas formas se discute. El topónimo Sojumi deriva de la palabra georgiana Tsjomi/Tsjumi (ცხომი/ცხუმი), que a su vez se supone que deriva del esvano «tsjum» (ცხუმ) que significa carpe. Las fuentes georgianas medievales conocían la ciudad como Tsjumi (ცხუმი). La ciudad era conocida anteriormente en turco como Suhum-Kale en tiempos del Imperio otomano, que deriva del anterior nombre en georgiano y puede traducirse como «Fortaleza de arena de mar».
La terminación -i en las formas anteriores representa el sufijo nominativo georgiano. La ciudad se llamó oficialmente Сухум (Sujum) en ruso hasta el 16 de agosto de 1936, cuando se cambió a Sujumi (Сухуми). Esto permaneció así hasta el 4 de diciembre de 1992, cuando el Consejo Supremo de Abjasia restauró la versión anterior. Rusia también volvió a adoptar su ortografía como oficial en 2008, aunque Сухуми también se sigue usando.

## Historia

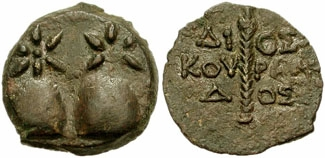
Moneda de Dioscuríade, finales del siglo II a.C. Anverso: Las gorras (píleo) de Dioscuri coronadas por estrellas; reverso: tirso, ΔΙΟΣΚΟΥΡΙΑΔΟΣ

La historia de Sujumi se remonta a mediados del siglo VI a. C., cuando se edificó un asentamiento anterior del segundo y principios del primer milenio a. C., frecuentado por tribus locales de colcos, fue reemplazado por la colonia griega milesia de Dioscuríade (en griego: Διοσκουριάς). Se dice que la ciudad fue fundada y nombrado por los Dioscuros, los gemelos Cástor y Pólux de la mitología clásica. Según otra leyenda, Dioscuríade fue fundado por Anfitus y Cercius de Esparta, los aurigas de los Dioscuros. La cerámica griega encontrada en Eshera, más al norte en la costa, es anterior a los hallazgos en el área de la bahía de Sujumi por un siglo, lo que sugiere que el centro del asentamiento griego original podría haber estado allí.
Se dedicó activamente al comercio entre Grecia y las tribus nativas, importando sal y mercancías de muchas partes de Grecia, y exportando madera local, lino y cáñamo. También fue un centro principal de comercio de esclavos en Cólquida. La ciudad y sus alrededores destacaban por la multitud de idiomas que se hablaban en sus bazares.

Aunque el mar Negro hizo serias incursiones en el territorio de Dioscurias, continuó floreciendo y se convirtió en una de las ciudades clave en el reino de Mitrídates VI del Ponto en el siglo II a. C., que apoyó su causa hasta el final. Dioscuríade emitió monedas de bronce alrededor del año 100 a. C. con los símbolos de los Dioscuros y Dioniso. Bajo el emperador romano Augusto, la ciudad cambió de nombre de Sebastopolis (en griego: Σεβαστούπολις). Pero su prosperidad había pasado, y en el siglo I, Plinio el Viejo describió el lugar como prácticamente desierto, aunque la ciudad seguía existiendo durante la época de Arriano en la década del 130. Los restos de torres y murallas de Sebastopolis se han encontrado bajo el agua; en tierra, los niveles más bajos alcanzados hasta ahora por los arqueólogos son de los siglos I y II d. C. Según Gregorio de Nisa, había cristianos en la ciudad a finales del siglo IV.  En 542 los romanos evacuaron la ciudad y demolieron su ciudadela para evitar que fuera capturada por el Imperio sasánida. En 565, sin embargo, el emperador Justiniano I restauró el fuerte y Sebastopolis siguió siendo uno de los bastiones bizantinos en Cólquida hasta que fue saqueada por el conquistador árabe Marwan II en 736.

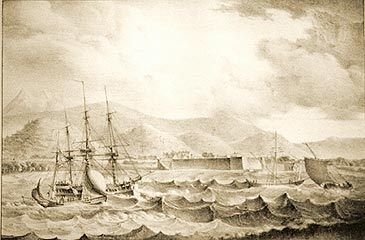
El fuerte Sohumkale a principios del.

Posteriormente, la ciudad pasó a ser conocida como Tskhumi (Tsjumi). Tsjumi fue restaurada por los reyes de Abjasia de la devastación árabe, floreció particularmente durante la Edad de Oro georgiana en los siglos XII y XIII, cuando se convirtió en un centro de tráfico con las potencias marítimas europeas, particularmente con la República de Génova. A principios del siglo XIV, los genoveses establecieron una gazaria que tuvo muy poco recorrido en Tsjumi y allí también existía un obispado católico que ahora es una sede titular. La ciudad de Tsjumi se convirtió en la residencia de verano de los reyes de Georgia. Según el erudito ruso V. Sizov, se convirtió en un importante “centro cultural y administrativo del estado georgiano". Posteriormente sirvió como capital del principado de Mingrelia; fue en esta ciudad donde Vamek I (c. 1384-1396), el Dadiani más influyente, acuñó sus monedas.
Los documentos del siglo XV distinguen claramente a Tsjumi del principado de Abjasia. La armada del Imperio otomano ocupó la ciudad en 1451, pero por poco tiempo. Más tarde Tsjumi fue disputada entre los príncipes de Abjasia y Mingrelia, cayendo finalmente ante los turcos en la década de 1570. Los propietarios de la ciudad la fortificaron fuertemente y la llamaron Sohumkale, con kale que significa "fuerte", pero la primera parte del nombre es de origen discutido. Puede representar en turco su, "agua" y kum, "arena", pero es más probable que sea una alteración de su nombre georgiano anterior.
A petición del príncipe abjasio prorruso, la ciudad fue tomada por los marinos rusos en 1810 y, posteriormente, se convirtió en un importante puesto de avanzada en el noroeste del Cáucaso. Sujumi fue declarado puerto marítimo en 1847 y fue directamente anexionada al Imperio ruso después de que las autoridades rusas derrocaran a la dinastía gobernante Shervashidze en 1864. Durante la guerra ruso-turca de 1877-1878, la ciudad estuvo controlada temporalmente por las fuerzas otomanas y los rebeldes abjasios-adigués.

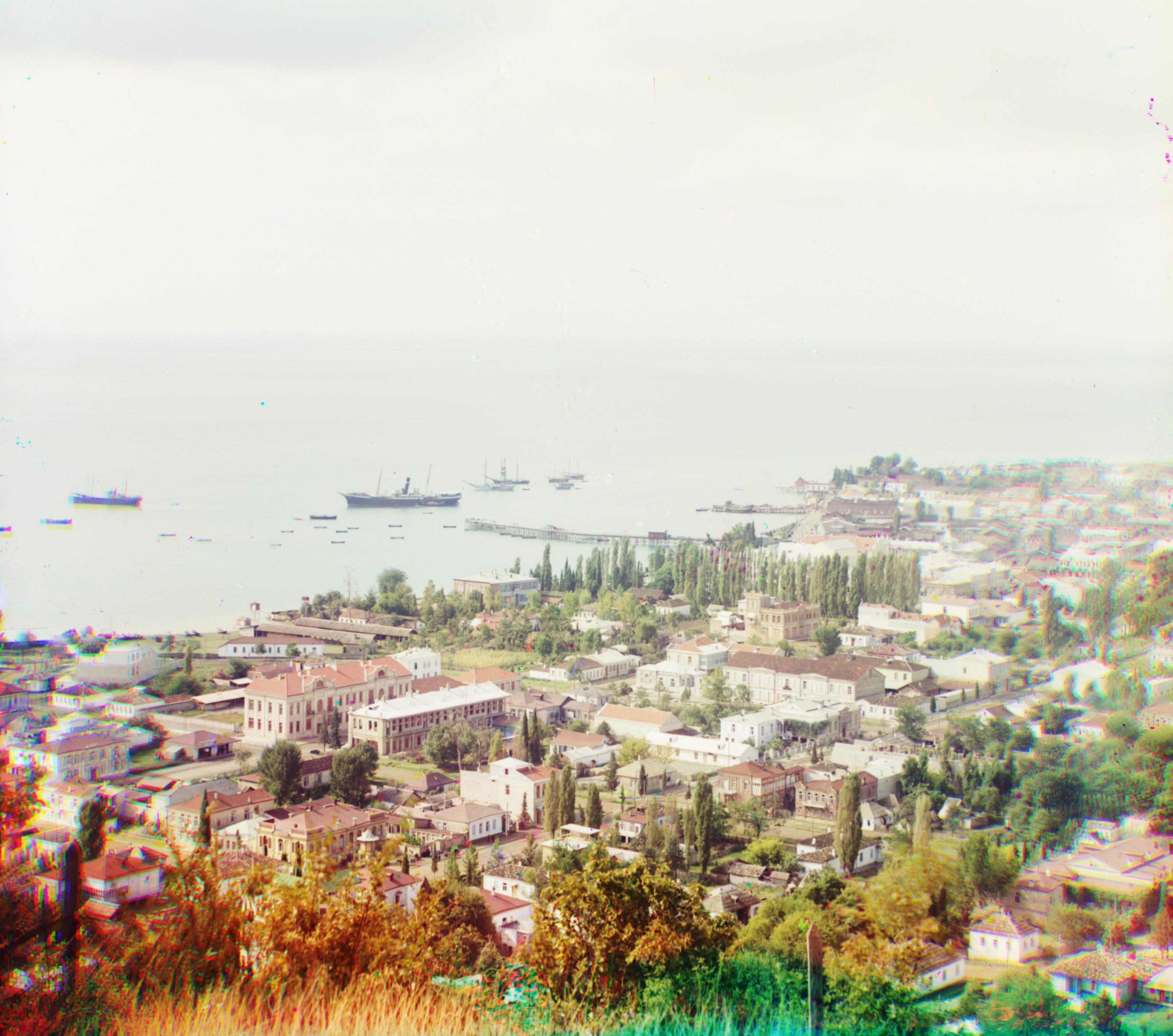
Sujumi en 1912. Primera foto en color de Serguéi Prokudin-Gorski

Después de la Revolución rusa de 1917, la ciudad y Abjasia en general se vieron envueltas en el caos de la guerra civil rusa. Un gobierno bolchevique de corta duración fue suprimido en mayo de 1918 y Sujumi se incorporó a la República Democrática de Georgia como sede del Consejo Popular autónomo de Abjasia y sede del gobernador general de Georgia. El Ejército Rojo y los revolucionarios locales tomaron la ciudad de manos de las fuerzas georgianas el 4 de marzo de 1921 y declararon el dominio soviético. Sujumi funcionó como la capital del "tratado de la Unión" de la República Socialista Soviética de Abjasia asociada con la RSS de Georgia desde 1921 hasta 1931, cuando se convirtió en la capital de la República Socialista Soviética Autónoma de Abjasia dentro de la RSS de Georgia. En 1989, Sujumi contaba con 120.000 habitantes y era una de las ciudades más prósperas de Georgia. Varias dachas vacacionales se establecieron allí para los líderes soviéticos.
A partir de los disturbios de 1989, Sujumi fue el centro del conflicto entre Georgia y Abjasia, y la ciudad sufrió graves daños durante la guerra de 1992-1993. Durante la guerra, la ciudad y sus alrededores sufrieron ataques aéreos y bombardeos de artillería casi a diario, con numerosas bajas civiles. El 27 de septiembre de 1993, la batalla por Sujumi concluyó con una campaña a gran escala de limpieza étnica contra la mayoría de la población georgiana (véase Masacre de Sujumi), incluidos miembros del gobierno abjasio pro-georgiano (Zhiuli Shartava, Raul Eshba y otros) y el alcalde de Sujumi, Guram Gabiskiria. Hasta 1992 era una ciudad multicultural, donde se hablaban hasta nueve lenguas diferentes.
Aunque la ciudad ha sido relativamente pacífica y parcialmente reconstruida, todavía sufre las secuelas de la guerra y no ha recuperado su diversidad étnica anterior. En 2019-2020 se lanzó un programa de reconstrucción de infraestructura relativamente grande que se centró en la renovación de la línea de costa, la reconstrucción de las carreteras de la ciudad y la limpieza de los parques de la ciudad. Su población en 2017 era de 65.716, frente a unos 120.000 en 1989. Durante la temporada de vacaciones de verano su población suele duplicarse y triplicarse con una gran afluencia de turistas internacionales (principalmente rusos).
En 2021, hubo disturbios en la ciudad a cuenta de la privatización de una central hidroeléctrica histórica y la pandemia del COVID-19.

## Geografía
Se encuentra a una altitud de 20 m.s.n.m en la desembocadura del río Vasla. Limita con los municipios de Tavisupleba/Yashthva y Besleti en el norte, Gumista al noroeste; Dziguta en el este; y el pueblo de Machara (distrito de Gulripshi) en el sureste. 

### Clima
Sujumi tiene un clima subtropical húmedo (Köppen Cfa), que es casi lo suficientemente fresco en verano para ser un clima oceánico (Cfb).
| Parámetros climáticos promedio de Sujumi         | Parámetros climáticos promedio de Sujumi | Parámetros climáticos promedio de Sujumi | Parámetros climáticos promedio de Sujumi | Parámetros climáticos promedio de Sujumi | Parámetros climáticos promedio de Sujumi | Parámetros climáticos promedio de Sujumi | Parámetros climáticos promedio de Sujumi | Parámetros climáticos promedio de Sujumi | Parámetros climáticos promedio de Sujumi | Parámetros climáticos promedio de Sujumi | Parámetros climáticos promedio de Sujumi | Parámetros climáticos promedio de Sujumi | Parámetros climáticos promedio de Sujumi |
| Mes                                              | Ene.                                     | Feb.                                     | Mar.                                     | Abr.                                     | May.                                     | Jun.                                     | Jul.                                     | Ago.                                     | Sep.                                     | Oct.                                     | Nov.                                     | Dic.                                     | Anual                                    |
| ------------------------------------------------ | ---------------------------------------- | ---------------------------------------- | ---------------------------------------- | ---------------------------------------- | ---------------------------------------- | ---------------------------------------- | ---------------------------------------- | ---------------------------------------- | ---------------------------------------- | ---------------------------------------- | ---------------------------------------- | ---------------------------------------- | ---------------------------------------- |
| Temp. máx. media (°C)                            | 10.0                                     | 10.7                                     | 12.8                                     | 16.8                                     | 20.4                                     | 24.2                                     | 26.5                                     | 26.8                                     | 24.1                                     | 20.3                                     | 15.6                                     | 12.0                                     | 18.4                                     |
| Temp. mín. media (°C)                            | 2.2                                      | 2.7                                      | 4.5                                      | 8.3                                      | 12.2                                     | 16.2                                     | 19.0                                     | 18.6                                     | 14.8                                     | 10.4                                     | 6.6                                      | 3.9                                      | 10                                       |
| Precipitación total (mm)                         | 102                                      | 76                                       | 102                                      | 102                                      | 92                                       | 89                                       | 83                                       | 107                                      | 120                                      | 114                                      | 104                                      | 108                                      | 1199                                     |
| Días de lluvias (≥ 1 mm)                         | 17                                       | 15                                       | 16                                       | 15                                       | 12                                       | 11                                       | 10                                       | 10                                       | 10                                       | 12                                       | 16                                       | 16                                       | 160                                      |
| Fuente n.º 1: climatebase.ru                     |                                          |                                          |                                          |                                          |                                          |                                          |                                          |                                          |                                          |                                          |                                          |                                          |                                          |
| Fuente n.º 2: Georgia Travel Climate Information |                                          |                                          |                                          |                                          |                                          |                                          |                                          |                                          |                                          |                                          |                                          |                                          |                                          |

## Demografía
| Gráfica de evolución de Sujumi entre 1849 y 2020 |
|                                                  |
| Fuente: УГСРА.                                   |

A continuación se puede ver la evolución de la población de Sujumi por grupo étnico a lo largo de distintos censos:
| Año  | Abjasios        | Armenios       | Estonios   | Georgianos     | Griegos      | Judíos      | Rusos          | Turcos     | Ucranianos   | Total   |
| ---- | --------------- | -------------- | ---------- | -------------- | ------------ | ----------- | -------------- | ---------- | ------------ | ------- |
| 1897 | 1,8% (144)      | 13,5% (1083)   | 0,4% (32)  | 30,9% (2565)   | 14,3% (1143) | ---         | 21,1% (1,685)  | 2,7% (216) |              | 7998    |
| 1926 | 3,1% (658)      | 9,4% (2023)    | 0,3% (63)  | 23,3% (5036)   | 10,7% (2298) | ---         | 23,7% (5104)   | ---        | 10,4% (2234) | 21.568  |
| 1939 | 5,5% (2415)     | 9,8% (4322)    | 0,5% (206) | 19,9% (8813)   | 11,3% (4990) | 3,5% (1545) | 41,9% (18.580) | ---        | 4,6% (2033)  | 44.299  |
| 1959 | 5,6% (3647)     | 10,5% (6783)   | ---        | 31,1% (20.110) | 4,9% (3141)  | 2% (1281)   | 36,8% (23.819) | ---        | 4,3% (2756)  | 64.730  |
| 1979 | 9,9% (10.766)   | 10,9% (11.823) | ---        | 38,3% (41.507) | 6,5% (7069)  | 1,5% (1640) | 26,4% (28.556) | ---        | 3.4% (3733)  | 108.337 |
| 1989 | 12,5% (14.922)  | 10,3% (12.242) | ---        | 41,5% (49.460) | ---          | 1,1% (1308) | 21,6% (25.739) | ---        | ---          | 119.150 |
| 2003 | 56,3% (24.603)  | 12,7% (5565)   | 0,1% (65)  | 4% (1761)      | 1,5% (677)   |             | 16,9% (8902)   | ---        | 1,6% (712)   | 43.716  |
| 2011 | 67,3% (42.603 ) | 9,8% (6192)    | ---        | 2,8% (1755)    | 1% (645)     |             | 14,8% (9288)   | ---        | ---          | 62.914  |

Como se puede ver en la tabla la población fue en aumento hasta 1989 y, tras la guerra, sufrió un drástico bajón de la población, mayormente debido a la limpieza étnica de georgianos en Abjasia (aunque mucha más gente de otros grupos huyó con la guerra). Actualmente la población es poco más de la mitad de lo que era en 1989. En el pasado el grupo de población más importante eran los georgianos, aunque nunca llegaron a ser mayoría, seguidos de cerca por los rusos. Sin embargo, hoy en día la ciudad tiene una mayoría de población abjasia.

### Religión
La mayoría de los habitantes pertenecen a las iglesias ortodoxa y apostólica armenia, al islam y a la religión tradicional abjasia. La ciudad tiene templos de muchas religiones como la ortodoxa catedral de la Anunciación de Sujumi.

## Infraestructura

### Educación

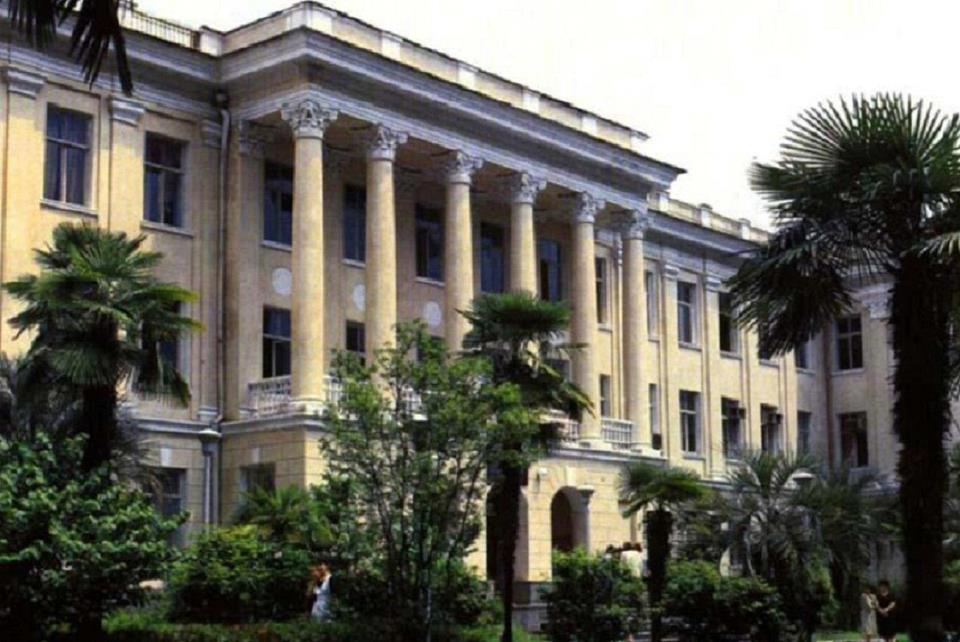
Universidad Estatal de Abjasia en 2013

La ciudad alberga una serie de instituciones educativas y de investigación, incluida la Universidad Estatal de Abjasia, el Instituto Abierto de Sujumi y alrededor de media docena de colegios de educación vocacional. De 1945 a 1954, el laboratorio de física de electrones de la ciudad participó en el programa soviético para desarrollar armas nucleares. Además, el Archivo Estatal de Abjasia se encuentra en la ciudad.
Hasta el siglo XIX, los jóvenes de Abjasia solían recibir su educación principalmente en escuelas religiosas (los musulmanes en madrasas y cristianos en seminarios), aunque un pequeño número de niños de familias adineradas tenían la oportunidad de viajar a países extranjeros para recibir educación. Las primeras instituciones educativas modernas (tanto escuelas como colegios) se establecieron a fines del siglo XIX y principios del XX y crecieron rápidamente hasta la segunda mitad del siglo XX. Por ejemplo, el número de estudiantes universitarios creció de unas pocas docenas en la década de 1920 a varios miles en la década de 1980.
Según los datos estadísticos oficiales, Abjasia tiene 12 colegios de formación profesional (estimación con datos de 2019) que brindan educación y capacitación vocacional a jóvenes, principalmente en la ciudad capital, aunque hay varios colegios en todos los principales centros de distrito. Las evaluaciones internacionales independientes sugieren que estas instituciones capacitan en alrededor de 20 especialidades diferentes que atraen entre 1200 y 1500 jóvenes anualmente (con edades entre 16 y 29 años).
La educación superior en Sujumi (y en Abjasia) está centrada en una universidad, la Universidad Estatal de Abjasia, que tiene un estatus especial y administra su propio presupuesto. La universidad fue fundada en 1979 y tiene su propio campus, que alberga 42 departamentos organizados en 8 facultades que brindan educación a aproximadamente 3300 estudiantes.

### Economía

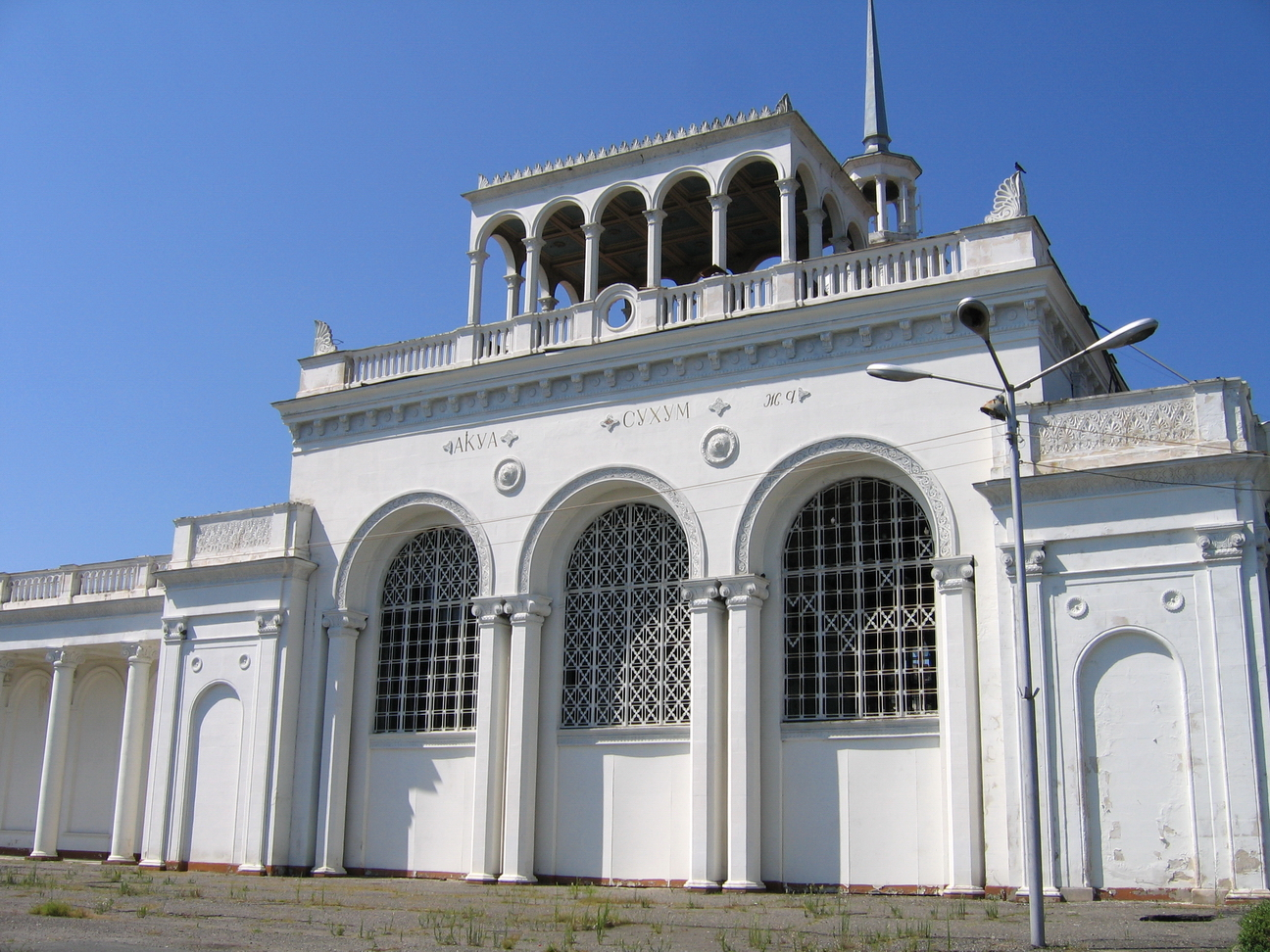
Estación de Sujumi

Sujumi sirve como puerto, estación ferroviaria y lugar de descanso de turistas. Se la conoce por sus playas, sanatorios y balnearios de agua mineral. Contiene una gran cantidad de hoteles.

### Transporte
La ciudad cuenta con varias rutas de trolebuses y autobuses. Sujumi está conectado con otras ciudades de Abjasia por rutas de autobús, además de lugares en Rusia como Rostov del Don, Krasnodar, Cherkesk, Nálchik o Sochi. También hay una estación de tren en Sujumi, que tiene un tren diario a Moscú vía Sochi.
El aeropuerto de Babushara ahora solo maneja vuelos locales debido al estado en disputa de Abjasia (los únicos vuelos son al pueblo de Psju, distrito de Sujumi).

## Cultura

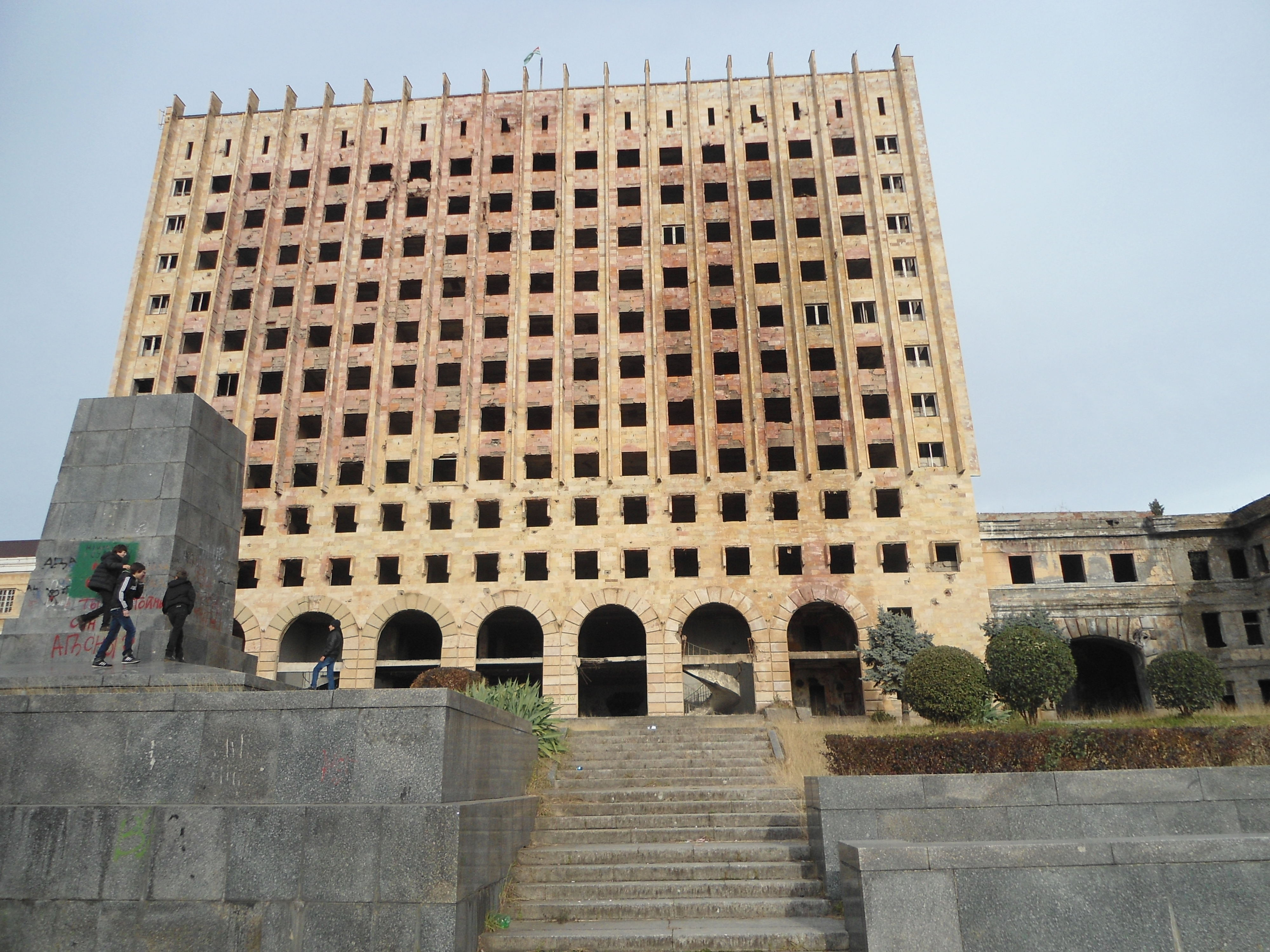
Palacio de gobierno de la RASS de Abjasia, actualmente abandonado

### Arquitectura
En la época soviética se llevó a cabo la mejora y restauración de la parte central de Sujumi, lo que determinó en gran medida el aspecto arquitectónico moderno de la ciudad. En esta época se construyeron muchos de los edificios y conjuntos arquitectónicos más reconocibles como son el Palacio de Gobierno de la RASS de Abjasia (1939), edificio semi en ruinas en una de las plazas más importantes de la ciudad; o el hotel Abjasia (1938). Otros edificios de importancia arquitectónica en la ciudad son la estación de trenes (1951) o el Instituto de Economía Subtropical (1968). Debido al importante crecimiento demográfico. en las décadas de 1960 y 1970, se desarrolló activamente la construcción de infraestructura residencial y turística típica, especialmente en la parte occidental de la ciudad. También tiene un puente de 1951, conocido como el puente rojo de Sujumi, y un faro del siglo XIX, el faro de Sujumi, fabricado en Francia por Ernest Goüin.

### Lugares destacados
Uno de los lugares más emblemáticos de la ciudad es el Jardín Botánico de Sujumi. Se estableció en 1840 y es uno de los jardines botánicos más antiguos del Cáucaso. Gracias la clima privilegiado de esta zona del mar Negro, con temperaturas suaves de tipo mediterráneo, se pueden cultivar plantas de clima subtropical e incluso tropical al aire libre. En las afueras de la ciudad hay un puente medieval (siglo XII) sobre el río Besla conocido como Puente Besletski o Puente de la Reina Tamar porque a ella se le atribuye su construcción.

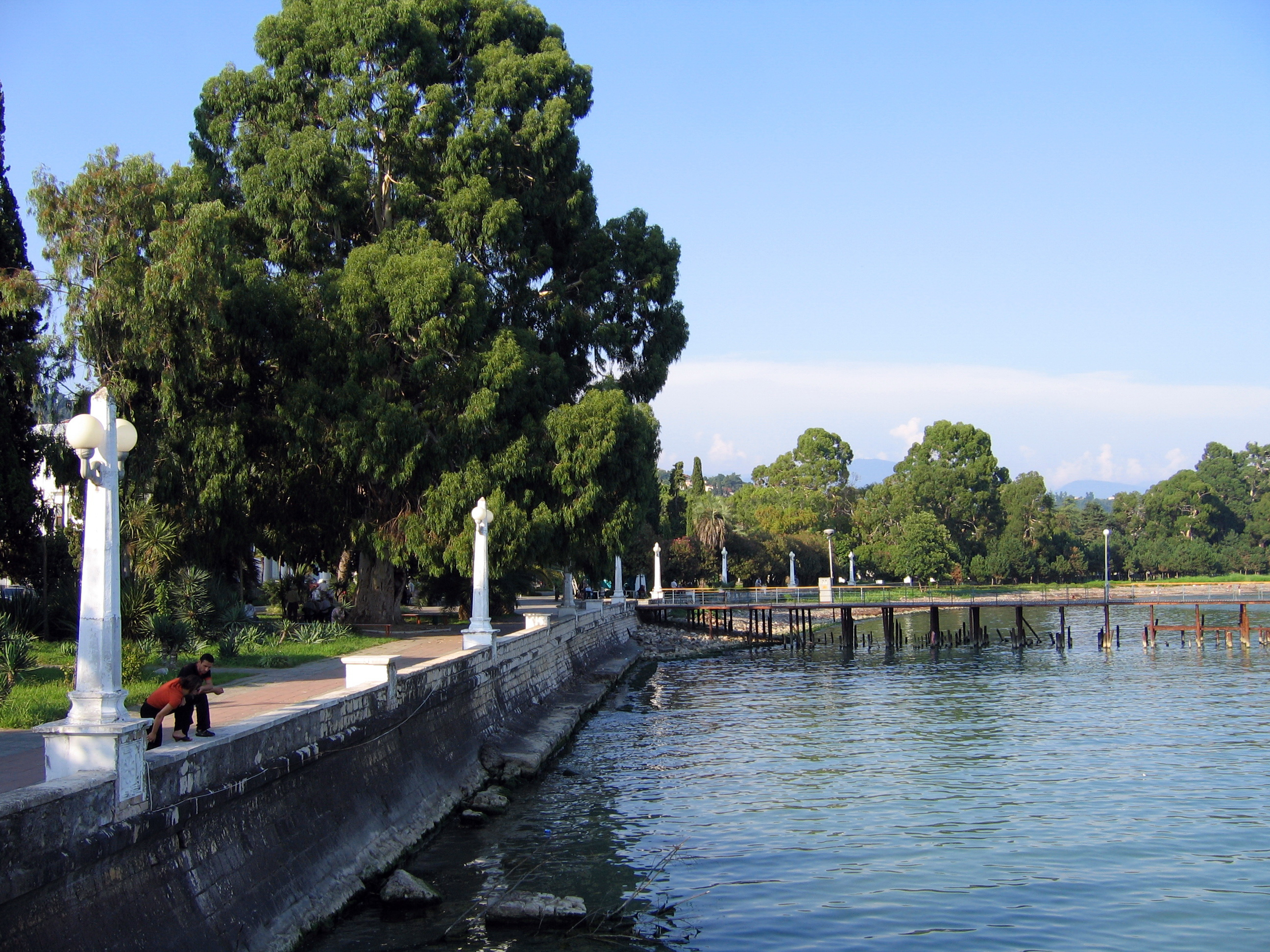
Muelle de Sujumi

Sujumi y sus alrededores también conserva vestigios visibles de los monumentos desaparecidos, incluidas las murallas romanas (a veces conocidas como fortaleza de Sujumi, que data del siglo II d. C.), el castillo medieval de Bagrat del siglo XI. También quedan ruinas de las torres de la Muralla Kelasuri, también conocida como Gran Muralla Abjasia, que fue construida entre 1628 y 1653 por León II Dadiani para proteger el principado de Mingrelia de la tribus abjasias; la fortaleza genovesa del siglo XIV que se conoce como fortaleza de Kindgi y una fortaleza otomana del siglo XVIII. El monasterio de Kamani, con origen en el siglo XI y reconstruido en el siglo XX, es el lugar donde se erige, según la tradición, sobre la tumba de San Juan Crisóstomo. A unos 22 km de Sujumi se encuentra Novi Afón con las ruinas de la ciudad medieval de Anacopia, antigua capital del reino de Abjasia. El monasterio neobizantino del Nuevo Athos se construyó aquí en la década de 1880 a instancias del zar Alejandro III de Rusia.
Hacia el norte, en las montañas, se encuentra la cueva de Voronia, una de las más profundas del mundo, con una profundidad de 2140 metros.

### Arte
Varias galerías y museos exhiben arte visual abjasio moderno e histórico. En la década de 1860, se creó un museo de historia local en Sujumi que evolucionó en 1904 al museo estatal de Abjasia que hoy en día almacena más de 100 mil artículos y cuenta la historia del territorio de Abjasia. En 1972 se inauguró el museo literario y memorial de D. I. Gulya, un pequeño museo que sirve de homenaje e introducción a la figura de Dimitri Gulya. 

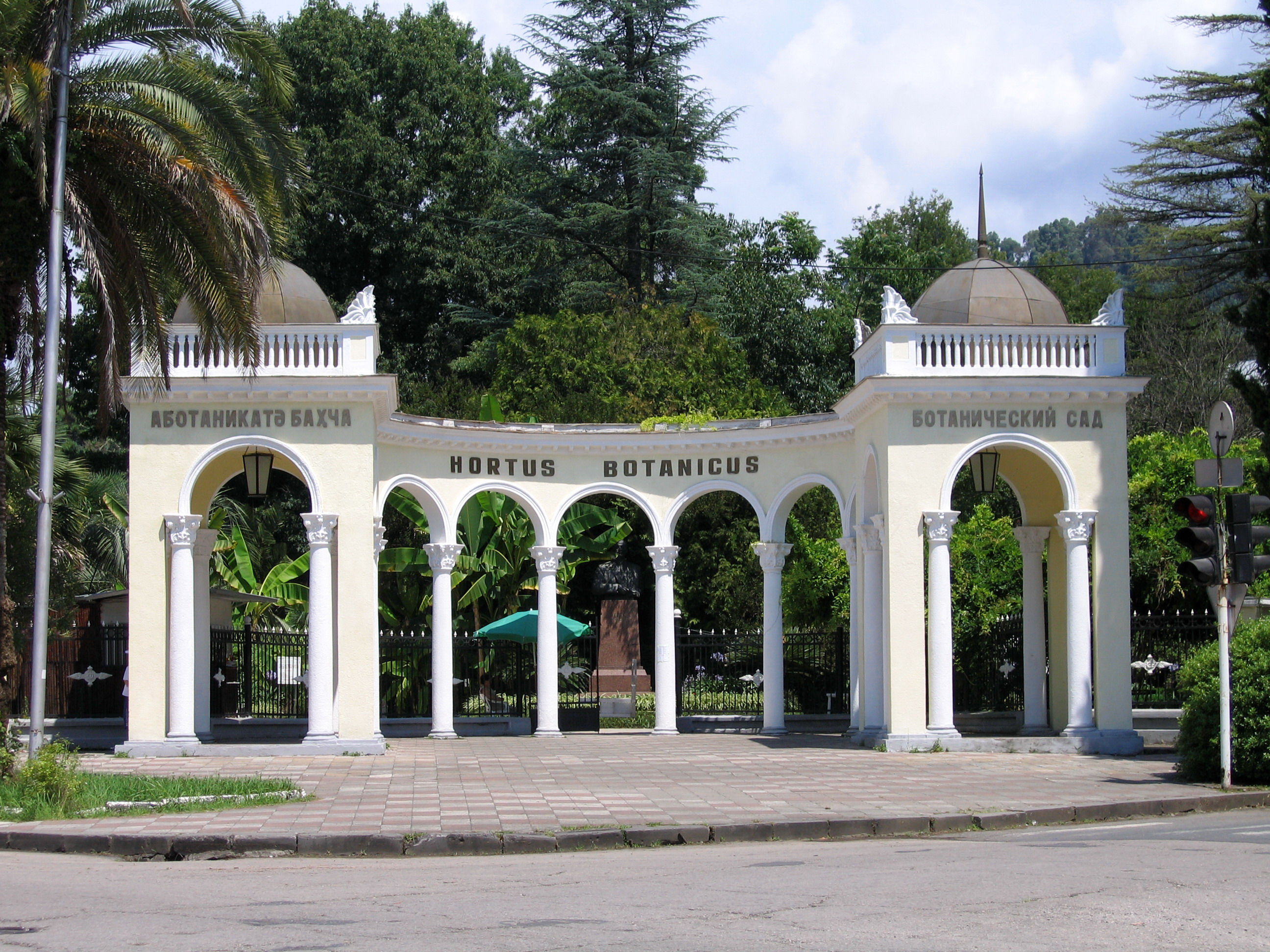
Jardín botánico de Sujumi.

### Teatro
Teatros de Sujumi que ofrecen representaciones clásicas y modernas en abjasio y en ruso, con una temporada de teatro que dura de septiembre a junio. El Teatro Dramático Abjasio ha estado operando en la ciudad desde 1930, y en 1963 se abrió una galería de arte. En 1947, se completó la construcción del edificio de la Sociedad Filarmónica de Abjasia. En febrero de 2009, después de la reconstrucción, se reabrió la sociedad filarmónica. En 1957, el famoso director de orquesta de Sujumi Ruslán Chamagua se convirtió en el primer abjasio en recibir el prestigioso premio musical Grammy.

### Deporte
La ciudad tiene dos equipos de fútbol que la representan. El FC Dinamo Sujum juega en el Stadion Dinamo con capacidad para 5000 espectadores y juega en el Campeonato de fútbol de Abjasia; mientras que el FC Tskhumi Sukhumi (fundado por desplazados internos) juega en el Ameri Stadium de Tbilisi con capacidad para 500 espectadores y juega en la Liga Regional de Georgia (4.ª división de Georgia).

## Personas destacadas
- Verdicenan Kadın (1825-1889): séptima esposa del sultán otomano Abdülmecit I.
- Meri Avidzba (1917-1986): piloto soviética y abjasia que fue la primera aviadora de Abjasia galardonada con la Orden de la Guerra Patria.
- Hadzhera Avidzba (1917-1997): primera mujer pianista profesional de Abjasia.
- Fazil Iskander (1929-2016): escritor y poeta soviético y ruso que es conocido por sus descripciones de la vida en el Cáucaso en la URSS.
- Guram Gabiskira (1947-1993): político georgiano que fue alcalde de Sujumi y asesinado durante la limpieza étnica de georgianos en Abjasia durante la guerra en Abjasia.
- Serguéi Bagapsh (1949-2011): político abjasio que fue primer ministro (1997-1999) y presidente del territorio (2005-2011).
- Alexander Ankvab (1952): político abjasio que ocupó las posiciones de ministro del interior (1992-1993), primer ministro (2005-2010 y 2020-hoy), y presidente de Abjasia (2011-2014).
- Otari Arshba (1955): empresario y político ruso de origen abjasio que es miembro de la Duma Estatal de Rusia por el partido Rusia Unida.
- Serguéi Kiriyenko (1962): político ruso que fue primer ministro (1998) con Borís Yeltsin y actualmente es jefe de Rosatom.
- Beslán Ajinjal (1974): exfutbolista abjasio que jugó en la liga rusa. Actualmente es el seleccionador de Abjasia.
- Ruslán Ajinjal (1974): exfutbolista abjasio que jugó en las ligas rusas y ahora es entrenador asistente en el FC Nizhni Nóvgorod.
- Daur Kove (1979): político abjasio que fue ministro de exteriores de Abjasia (2016-2021).
- Demna Gvasalia (1981): diseñador de moda georgiano que actualmente es director creativo en Gucci.
- Vera Kobalia (1981): política y economista georgiana que fue ministra de economía y desarrollo sostenible (2010-2012) con Mijeíl Saakashvili.
- Kokkai Futoshi (1981): exluchador profesional georgiano de sumo, primer europeo en lllegar a la división makuuchi (2004).
- Antón Alijánov (1986): político ruso del partido Rusia Unida, ministro de Industria y Comercio desde 2024

## Ciudades hermanadas
Sujumi está hermanada con las siguientes ciudades:
- Ufa, Rusia
- Krasnodar, Rusia
- Cherkessk, Rusia
- Podolsk, Rusia[47]
- Volgogrado, Rusia
- Grozny, Rusia
- Arcángel, Rusia[48]
- Nizhni Nóvgorod, Rusia
- Tiráspol, Transnistria, Moldavia
- Stepanakert, Artsaj/Azerbaiyán
- Sant'Antioco, Italia[49][50]
- Side, Turquía[51]
- Managua, Nicaragua[52]